# Foxes

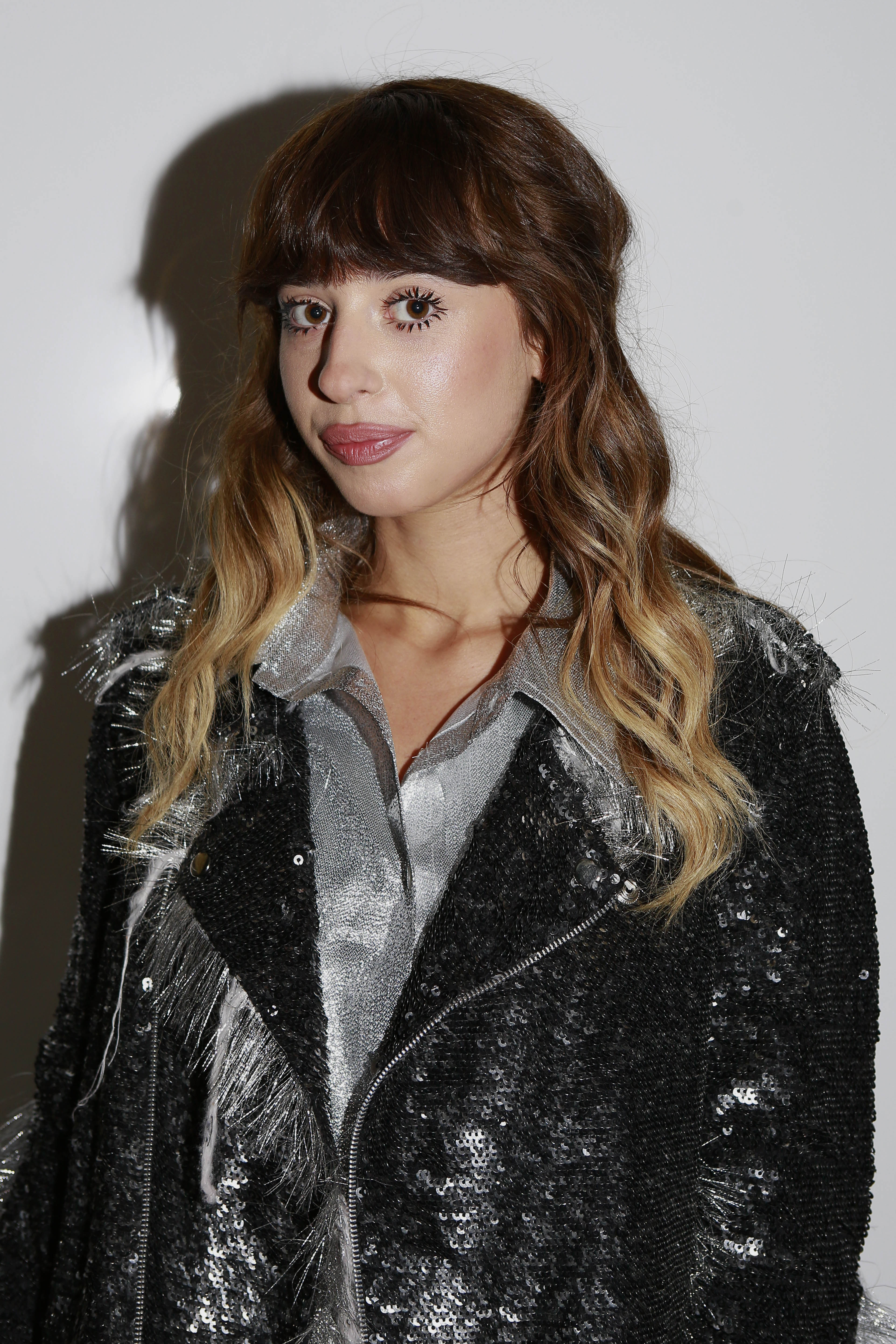
Louisa Rose Allen

Foxes (* 29. April 1989 in Southampton; eigentlich Louisa Rose Allen) ist eine britische Popmusikerin.

## Biografie
Die von der englischen Südküste stammende Louisa Rose Allen ging mit 18 Jahren nach London, um Musik zu studieren. Das Studium blieb erfolglos, dafür gelang es ihr, mit eigenen Liedern ein Label zu finden. Ihr Song Youth wurde bei YouTube entdeckt und in der US-Serie Gossip Girl verwendet, was ihr zu erster Aufmerksamkeit verhalf und einen Plattenvertrag mit dem New Yorker Label Neon Gold brachte. Im Oktober 2012 tourte sie als Support von Marina and the Diamonds durch England.
Während sie mit eigenen Songs zuerst wenig erfolgreich war, verhalf ihr der Einsatz als Sängerin beim Song Clarity des deutsch-russischen DJs Zedd Anfang 2013 zum Durchbruch. Das Lied wurde ein Top-Ten-Hit in den USA und gewann später einen Grammy als beste Dance-Aufnahme des Jahres. Auch in Deutschland und England kam es in die Charts. In ihrer Heimat hatte sie auch noch einen zweiten Charthit mit der Elektro-Band Rudimental.
Ende 2013 hatte sie dann mit dem Song Youth ihren ersten eigenen Hitparadenerfolg mit Unterstützung durch den Einsatz in der Werbung für eine Kaufhauskette. Wenig später folgte mit Let Go for Tonight der erste Top-Ten-Hit in England. Das Lied war ein Vorgriff auf das Debütalbum Glorious, das im Mai 2014 erschien.
2014 hatte sie einen Cameo-Auftritt in der Folge Mummy on the Orient Express der britischen Science-Fiction-Fernsehserie Doctor Who, wo sie eine Jazz-Version des Queen-Klassikers Don’t Stop Me Now sang.

## Diskografie

### Studioalben
| Jahr | Titel      | Höchstplatzierung, Gesamtwochen, AuszeichnungChartplatzierungen (Jahr, Titel, Platzierungen, Wochen, Auszeichnungen, Anmerkungen) | Höchstplatzierung, Gesamtwochen, AuszeichnungChartplatzierungen (Jahr, Titel, Platzierungen, Wochen, Auszeichnungen, Anmerkungen) | Anmerkungen                            |
| Jahr | Titel      | CH | UK | Anmerkungen                            |
| ---- | ---------- | --- | --- | -------------------------------------- |
| 2014 | Glorious   | — | UK5 Silber · (15 Wo.)UK | Erstveröffentlichung: 12. Mai 2014     |
| 2016 | All I Need | CH99 (1 Wo.)CH | UK12 (4 Wo.)UK | Erstveröffentlichung: 5. Februar 2016  |
| 2022 | The Kick   | — | — | Erstveröffentlichung: 11. Februar 2022 |

### EPs
- 2012: Warrior
- 2021: Friends in the Corner

### Singles
| Jahr | Titel Album                  | Höchstplatzierung, Gesamtwochen, AuszeichnungChartplatzierungen (Jahr, Titel, Album, Platzierungen, Wochen, Auszeichnungen, Anmerkungen) | Höchstplatzierung, Gesamtwochen, AuszeichnungChartplatzierungen (Jahr, Titel, Album, Platzierungen, Wochen, Auszeichnungen, Anmerkungen) | Höchstplatzierung, Gesamtwochen, AuszeichnungChartplatzierungen (Jahr, Titel, Album, Platzierungen, Wochen, Auszeichnungen, Anmerkungen) | Anmerkungen                                                                     |
| Jahr | Titel Album                  | DE | UK | US | Anmerkungen                                                                     |
| ---- | ---------------------------- | --- | --- | --- | ------------------------------------------------------------------------------- |
| 2012 | Youth Glorious               | — | UK12 Silber · (5 Wo.)UK | — | Erstveröffentlichung: 16. Januar 2012                                           |
| 2012 | Clarity                      | DE94 Gold · (2 Wo.)DE | UK27 Platin · (14 Wo.)UK | US8 ×6Sechsfachplatin · (33 Wo.)US | Erstveröffentlichung: 12. November 2012 Zedd feat. Foxes; Verkäufe: + 7.620.000 |
| 2013 | Right Here Home              | — | UK14 Silber · (7 Wo.)UK | — | Erstveröffentlichung: 12. August 2013 Rudimental feat. Foxes                    |
| 2014 | Let Go for Tonight Glorious  | — | UK7 Silber · (10 Wo.)UK | — | Erstveröffentlichung: 23. Februar 2014                                          |
| 2014 | Holding onto Heaven Glorious | — | UK14 (6 Wo.)UK | — | Erstveröffentlichung: 4. Mai 2014                                               |
| 2014 | Glorious                     | — | UK97 (2 Wo.)UK | — | Erstveröffentlichung: 10. August 2014                                           |
| 2015 | Body Talk All I Need         | — | UK25 Silber · (4 Wo.)UK | — | Erstveröffentlichung: 24. Juli 2015                                             |

Weitere Singles
- 2013: Just One Yesterday (Fall Out Boy feat. Foxes, UK: Silber)
- 2015: Better Love
- 2015: Amazing
- 2016: Cruel
- 2020: Love Not Loving You
- 2020: Woman
- 2020: Friends in the Corner
- 2020: Hollywood
- 2021: Kathleen
- 2021: Sister Ray
- 2021: Dance Magic
- 2021: Sky Love
- 2022: Absolute
- 2022: Body Suit
- 2022: Growing on Me